# Spridare

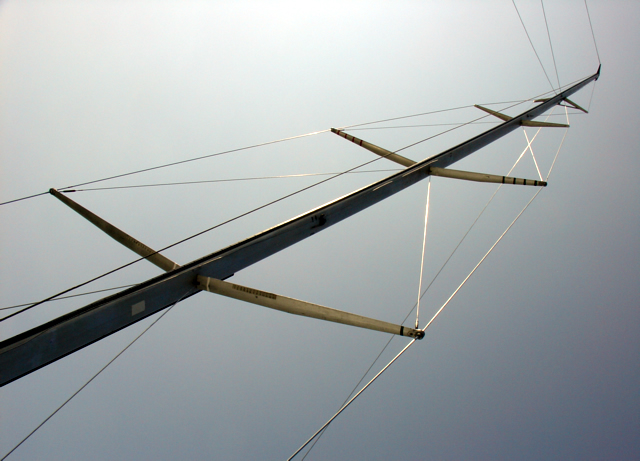
Mast med spridare

Spridare, även kallde vantspridare, vanligtvis tillverkade av trä eller metall, är en stötta som sitter monterade tvärskepps i par mittemot varandra en bit upp i masten på en segelbåt,
Spridare tar upp axialkraft och lite moment med syfte att stabilisera segelbåten mast sidledes främst. På masten placeras spridare på samma höjd ca strax under mastens halva längd. De riktas vinkelrätt ut ifrån masten åt sidan och kopplas fast mot vanten och håller ut dessa så att de stagar masten för att inte knäckas eller böjas under segling. Vanligast är ett par spridare (två stycken) per mast.  Höga smala master på segelbåtar kan ibland behöva flera vantspridare placerade i olika höjd med undervant, mellanvant och toppvant. 
Spridare kan monteras rakt ut vinkelrätt mot båtens långskeppslinje eller svepas lite bakåt. Svepta spridare gör att man dels stabiliserar masten också i långskeppsled så att den inte pumpar (seglarterm) så mycket, och dels sträcks förstaget vilket avlastar akterstaget med att spänna förstaget. Nackdelen är att trimmöjligheten begränsas varför denna rigg typ är mest förekommande på semesterbåtar.